# 576
576 (DLXXVI) fue un año común comenzado en miércoles del calendario juliano, en vigor en aquella fecha.

## Acontecimientos
- El rey visigodo Leovigildo penetra en el reino suevo, violando la frontera. El rey suevo Miro envía embajadores de paz y Leovigildo acepta, retirándose.
- El monje e historiador visigodo católico Juan de Biclaro vuelve a España desde Constantinopla. El rey Leovigildo, interesado en conocerle, tiene una entrevista con él y trata de hacerle volver al arrianismo. Al negarse Juan, le destierra a Barcelona.
- Primer centenario de la caída del Imperio Romano de Occidente

## Fallecimientos
- Amina bint Wahb, madre de Mahoma.
- Senoco de Tours, abad y santo cristiano.

## Efemérides
• Se cumple un siglo desde la disolución del imperio romano, (occidental) dando así el fin de la Edad Antigua, (3000a.c-476) y comenzando la Edad Media (476-1492)